# Kronsgaard
Kronsgaard er en landsby og kommune beliggende få kilometer nord for Kappel i det østlige Angel i Sydslesvig. Administrativt hører kommunen under Slesvig-Flensborg kreds i den tyske delstat Slesvig-Holsten. Kommunen samarbejder på administrativt plan med andre kommuner i omegnen i Gelting Bugt kommunefælleskab (Amt Geltinger Bucht). I kirkelig henseende hører Kronsgaard under Gelting Sogn. Sognet lå i Kappel Herred (oprindelig Ny Herred), da området tilhørte Danmark.

## Geografi
Under Kommunen hører også Brede (tysk Breede), Bosysensmark (Boysenfeld), Danskgade (Dänische Straße), Dommedag (Domstag), Dyttebøl (Düttebüll), Dreiet (Drecht), Galtmose (Golsmaas), Langmark (Langfeld), Puthul el. Pothul (Pottloch), Regnholt (Regenholz) og Smaahus (Smaahuus). 
Kommunen er præget af landbrug og turisme. Turisme er især koncentreret på bydelen Galtmose. Uden for Kronsgaard ligger en cirka 3 km lang naturstrand. Mod syd ligger den lille Færgeskov.

## Historie
Kronsgaard er første gang nævnt 1535. Måske har stedet været en kongelig gård. Der berettedes om rester af en borgplads med tilsvarende borggrav tæt ved stranden. Kronsgaard tilhørte senere herregården Bukhavn (Buckhagen). Dyttebøl dukker første gang op i skriftlige kilder i 1438. Stednavnet henføres til mandsnavnet Dytti. Dyttebøl gods blev anlagt i 1554. Puthul el. Pothul er første gang nævnt 1780. Forleddet er antagelig afledt af potte, der kan sigte til fund af lerkar. Måske tages der ler til jydepotter.

## Billeder
- Dyttebøl gods
- Kronsgaard strand

## Kendte
- Christoph Ludwig Vollertsen (28. oktober 1754 i Dyttebøl - 27. oktober 1841 i Hytten i Hyttenbjerge), dansk-slesvigsk præst